# Stimulation vibratoire transcutanée
La Stimulation Vibratoire Transcutanée (SVT) est une technique thérapeutique basée sur la mise en vibration d'une partie du corps soignée par l'intermédiaire de ses muscles et notamment de ses tendons.  
La clarification de ses fondements physiologiques éclaire les différents effets et bénéfices possibles, notamment dans les domaines de la rééducation de la sensibilité, l'algologie et de la rééducation proprioceptive.

## Histoire
L’utilisation des phénomènes naturels électriques à visée médicale était connue dans l’Antiquité égyptienne. C’est sous l’égide de Scribonius Largus, médecin attitré de l'empereur Claude (41-54), que ceux-ci sont pour la première fois utilisés contre la migraine ou la goutte. Les grecs utilisaient eux des lits vibrants ou des chaises à porteurs pour soulager les douleurs.
En Europe, dans les années 1970, le sujet est véritablement étudié sous l’impulsion des toulousains Delprat et Mansat. Ils introduisent la notion de vibrométrie électronique et de rééducation de la sensibilité par vibrations. 
En 1984, l'équipe suédoise de Lundeberg, en 1984 réalise une étude sur l’effet antalgique des stimulations vibratoires.
En 1993, Romain et al montrent les effets de ces thérapies dans le traitement de la sensibilité et de la douleur. Ces observations sont confortées par les travaux du professeur Pablou sur la rééducation de la sensibilité de la main à la suite d’un traumatisme proprioceptif.
Cette technique est l'objet d’une démarche scientifique de plusieurs décennies, animée en particulier par le professeur Jean-Pierre Roll et son équipe du Centre national de recherche scientifique (CNRS – Université de Provence). Ont été mis en évidence les propriétés de la stimulation vibratoire tendineuse, son impact rapide et puissant sur la plasticité centrale, soit le potentiel de diverses modalités thérapeutiques applicables à différentes affections.

## Principe
Le principe de la SVT est d’appliquer une stimulation mécanique vibratoire, de l’ordre de 10 Hz, générant une information proprioceptive, au niveau d’un tendon musculaire. De plus, l’appareil doit utiliser au moins deux vibrateurs mobiles, gérés par un logiciel commun, et fixables par bandes élastiques sur les tendons ou la racine des muscles à vibrer. Ce signal est alors codé par le système nerveux central (SNC) comme une série de micro-étirements. 
En effet, il est constaté que la stimulation à travers la peau induit l’activation des fuseaux neuromusculaires et, par la voie de conséquence, l’activité tonique du muscle ; il en résulte des sensations illusoires du mouvement, même lorsque le mouvement de l’articulation est empêché. Par ailleurs, la stimulation vibratoire, à partir de deux entrées proprioceptives distinctes, favorise le recrutement neural par sommation spatiale, alors qu’une stimulation de longue durée favorise le recrutement par sommation temporelle. 
En jouant sur le positionnement des vibrateurs sur les muscles et leurs fibres, cette technique peut être utilisée comme technique de rééducation à la sensibilité proprioceptive. 

## Effets
La SVT joue un rôle décontractant, antalgique et antispamodique. Son capacité à réduire la douleur est intéressante en rééducation.
Elle possède également des propriétés fibrolytiques. Elle agit directement sur le SNC, et permet d’améliorer sa réactivité automatique et sa capacité de régulation. L’application de la technique sur les tendons permet de déclencher un réflexe vibratoire antagoniste.
Les différents effets peuvent être contrôlés par la microneurographie, l’IRMF ou la stabilométrie.
La SVT permet de pratiquer l’assistance proprioceptive vibratoire. Elle améliore la mobilité articulaire et apporte un complément utile aux techniques de rééducation proprioceptive.
L'association d'une technique manuelle proprioceptive et de stimulations vibratoires délivrées par deux vibreurs placés sur des tendons musculaires permet d'activer de façon coordonnée des ensembles synergiques intervenant dans la stabilisation posturale automatique, le mouvement, et la locomotion à tout âge de la vie.
Cette combinaison dynamique est modulable en variant la posture initiale, les entrées proprioceptives, les modèles vibratoires, elle influence la régulation tonique, le contrôle postural automatique, et la gestion du mouvement dans une large gamme d'affections neurologiques congénitales ou acquises.
Une gamme de nouveaux effets, jusque là méconnus, a été décrite, comme la sensation de mouvement illusoire chez un sujet immobile, l'induction d'ajustements posturaux automatiques, ou encore la régulation de la tonicité musculaire. 
La technique peut participer au traitement de la constipation chez l'enfant.
Le champ des applications de la stimulation vibratoire transcutanée s'étend en milieu professionnel, par exemple en cas de contractures, de paralysies ou de spasticité.